# 잭 대니얼

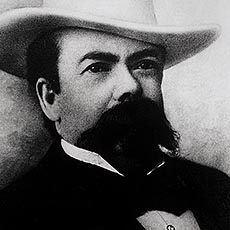
잭 대니얼

잭 대니얼(Jack Daniel, 1850년 9월 5일 ~ 1911년 10월 10일)는 미국의 위스키 제조자이자 테네시 위스키 양조장인 잭 대니얼스의 설립자이다.